# Тинн, Томас, 5-й маркиз Бат
Томас Генри Тинн, 5-й маркиз Бат (англ. Thomas Thynne, 5th Marquess of Bath; 15 июля 1862 — 9 июня 1946) — британский дворянин, землевладелец и консервативный политик. Он был известен как виконт Уэймут с 1862 по 1896 год. Он занимал министерский пост заместителя государственного секретаря Индии в 1905 году и был шталмейстером с 1922 по 1924 год. Он также принимал участие в местной политике и занимал пост председателя Совета графства Уилтшир с 1906 года до своей смерти в 1946 году.

## История и образование
Известный с рождения титулом виконта Уэймута, он родился 15 июля 1862 года в Конюшенном дворе, Сент-Джеймс, Вестминстер. Старший сын Джона Тинна, 4-го маркиза Бата (1831—1896), от Достопочтенной Фрэнсис Изабеллы Кэтрин Вески (1840—1915), дочери Томаса Вески, 3-го виконта де Вески. Он получил образование в Итоне и колледже Баллиол, Оксфорд, где окончил бакалавриат в 1886 году, в 1888 году по выслуге лет получил степень магистра.

## Политическая карьера

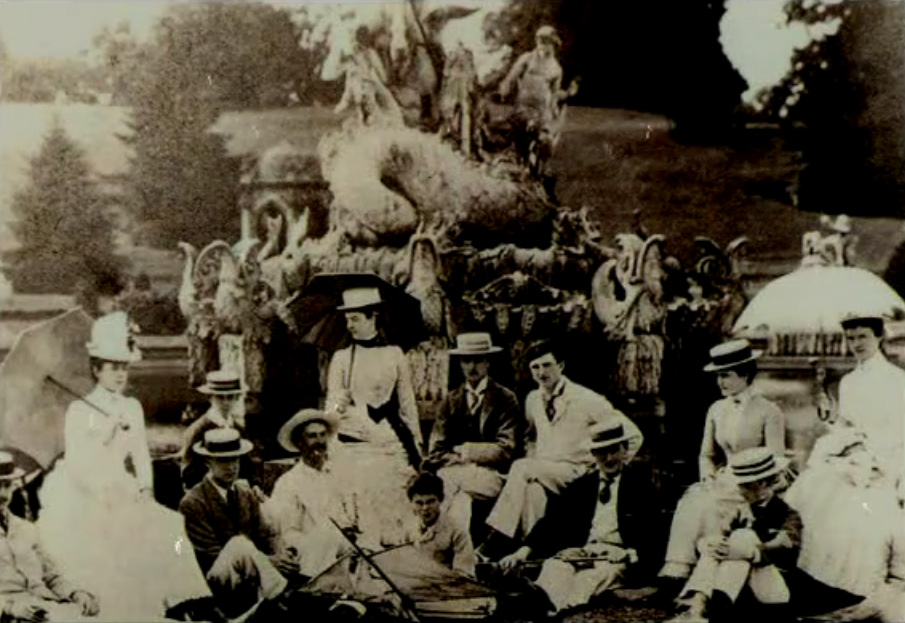
На домашней вечеринке в Уитли-Корте в конце 1880-х годов 5-й маркиз Бат сидел 5-м справа, рядом с Вайолет Мордаунт (дочерью Гарриет Мордаунт), на которой он позже женился

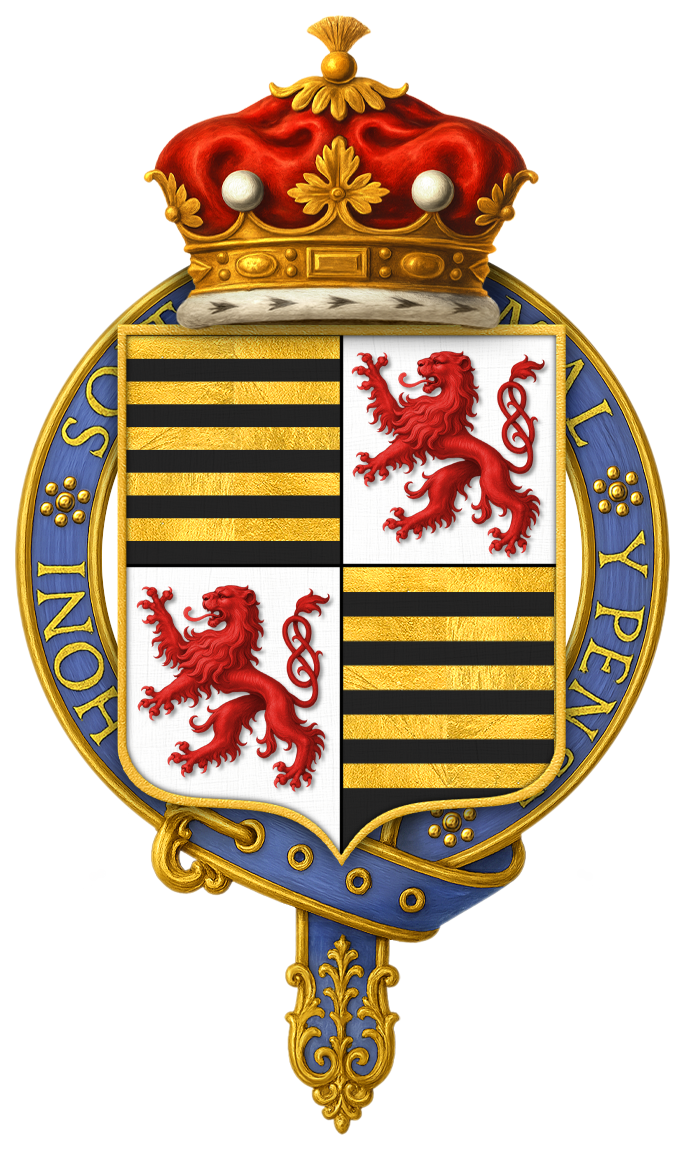
Герб Томаса Тинна, 5-го маркиза Бата

Лорд Уэймут был членом парламента от Фрома с 1886 по 1892 и 1895 по 1896 год, когда он сменил своего отца на посту маркиза и вошел в Палату лордов . Он служил под руководством Артура Бальфура заместителем государственного секретаря по делам Индии с января по декабрь 1905 года. Он был назначен лордом-лейтенантом Сомерсета в 1904 году и председателем совета графства Уилтшир в 1906 году, и занимал обе должности одновременно до своей смерти в 1946 году.
Лорд Бат был сделан кавалером Ордена Подвязки в 1917 году. Он вернулся в правительство в 1922 году, когда Бонар Лоу назначил его шталмейстером. В то же время он был приведен к присяге в Тайном совете . Он оставался на этом посту до тех пор, пока консервативное правительство не пало в январе 1924 года, в прошлом году при премьер-министре Стэнли Болдуине.
Лорд Бат был также подполковником королевского графства Уилтшир и почетным полковником этого полка и 4-го батальона легкой пехоты Сомерсета. В 1937 году он был назначен проректором Бристольского университета.

## Семья
19 апреля 1890 года лорд Бат женился на Вайолет Кэролайн Мордаунт (28 февраля 1869 — 29 мая 1928), дочери сэра Чарльза Мордаунта, 10-го баронета (1836—1897), и Гарриет, леди Мордаунт. Во время рождения Вайолет её мать была женой сэра Чарльза Мордонта, 10-го баронета, но, как говорили, она была внебрачной дочерью виконта Коула, который позже был ответчиком по иску о разводе. У них было пятеро детей:
- Леди Элис Кэтлин Вайолет Тинн (27 марта 1891 — 4 октября 1977), в 1919 году вышла замуж за лейтенанта Оливера Стэнли (1879—1952), сына Эдварда Стэнли, 4-го барона Шеффилда, от брака с которым у неё было пятеро детей.
- Леди Эмма Марджери Тинн (5 июля 1893—1980), муж с 1921 года (развод в 1942) Уильям Комптон, 6-й маркиз Нортгемптон (1885—1978); без потомства.
- Второй лейтенант Джон Александр Тинн, виконт Уэймут (29 ноября 1895 — 13 февраля 1916), убит в Юллюше близ Лооса на северо-востоке Франции во время действительной службы в звании 2-го лейтенанта в королевских шотландских серых. Он похоронен на британском кладбище Вермель[10].
- Леди Мэри Беатрис Тинн (6 мая 1903 — 11 декабря 1974), вышла замуж в 1927 году за Чарльза Уилсона, 3-го барона Нанбёрнхолма (1904—1974)[11] и имела троих детей, в том числе 4-го и 5-го баронов. Они развелись в 1947 году. Она вышла замуж во второй раз в 1947 году за Улика Александра (1889—1973). Она была подружкой невесты на свадьбе принца Альберта, герцога Йоркского, и леди Элизабет Боуз-Лайон 3 мая 1923 года[12].
- Генри Фредерик Тинн, 6-й маркиз Бат (26 января 1905 — 30 июня 1992), второй сын и преемник отца.

Маркиза Бат умерла в мае 1928 года в возрасте 59 лет. Лорд Бат оплатил строительство деревенской ратуши в Хорнингшеме, недалеко от семейного поместья в Лонглите, в память о ней. Он оставался вдовцом до своей смерти в июне 1946 года в возрасте 83 лет. Ему наследовал его второй и единственный оставшийся в живых сын Генри.